# Philotes shasta
Philotes shasta är en fjärilsart som beskrevs av Edw. Philotes shasta ingår i släktet Philotes och familjen juvelvingar. Inga underarter finns listade i Catalogue of Life.